# Telegatti 2007
La 23ª edizione del Gran Premio Internazionale dello Spettacolo si è tenuta a Roma, all'Auditorium della Conciliazione, il 25 gennaio 2007. Conduttori della serata sono stati il comico Claudio Bisio, affiancato da Vanessa Incontrada.
I premi sono assegnati alle trasmissioni andate in onda l'anno precedente alla cerimonia.

## Vincitori
Di seguito vengono elencate le varie categorie di premi e i vincitori (in grassetto).

### Categoria Televisione

#### Personaggio dell'anno
- Fiorello
- Claudio Amendola
- Michelle Hunziker

#### Trasmissione dell'anno
- Striscia la notizia, Canale 5
- Ballando con le stelle 3, Rai 1
- Amici di Maria De Filippi, Canale 5

#### Miglior trasmissione di informazione e approfondimento
- Le invasioni barbariche, LA7
- Lucignolo, Italia 1
- Matrix, Canale 5

#### Miglior fiction TV
- I Cesaroni, Canale 5
- Distretto di polizia 6, Canale 5
- Capri, Rai 1

#### Programma rivelazione dell'anno
- Cultura moderna - Canale 5

#### Conduttore rivelazione
- Flavio Insinna

### Categoria Cinema

#### Miglior film
- Notte prima degli esami, di Fausto Brizzi
- Il mio miglior nemico, di Carlo Verdone
- Ti amo in tutte le lingue del mondo, di Leonardo Pieraccioni

#### Miglior attore
- Christian De Sica
- Neri Marcorè
- Silvio Muccino

### Categoria Musica

#### Miglior disco
- Made in Italy, di Gigi D'Alessio
- Grazie di Gianna Nannini
- Io canto di Laura Pausini

#### Miglior cantante
- Laura Pausini
- Gigi D'Alessio
- Gianna Nannini

#### Miglior tournée
- Renato Zero
- Eros Ramazzotti
- Ligabue

### Categoria Sport

#### Miglior sportivo
- Alessandro Del Piero
- Nazionale italiana di calcio
- Valentino Rossi

### Telegatti di Platino
- A Pippo Baudo per la TV
- A Laura Pausini per la musica
- A Gianluigi Buffon per lo sport
- A Zucchero per la musica italiana all'estero
- A Michele Placido per il cinema
- A Maurizio Costanzo  per i 30 anni in TV

## Premio Speciale
- A Milly Carlucci premio speciale provincia di Roma